# Konst i Marabouparken

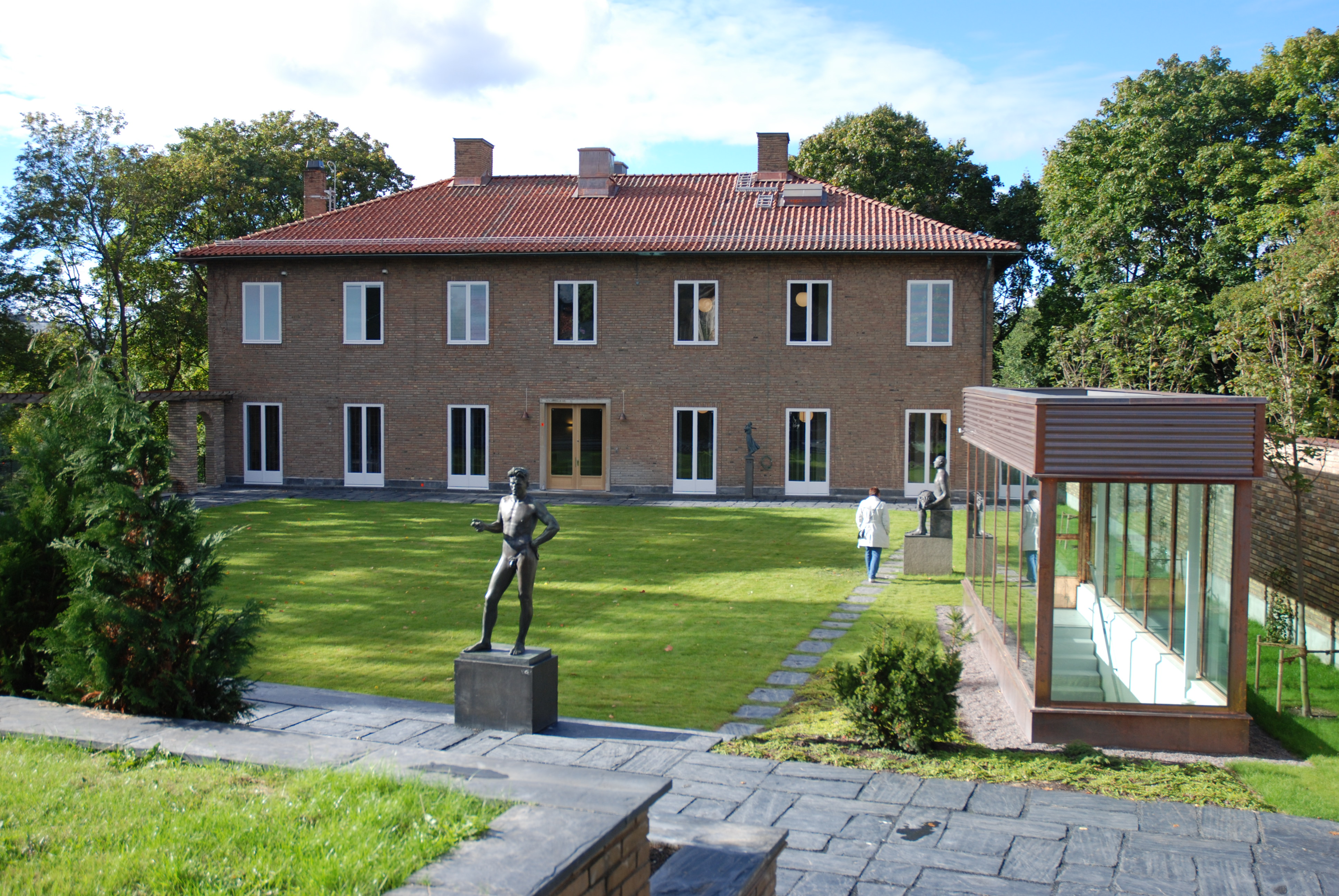
Den tidigare laboratoriebyggnaden med konsthallen under gården och en av nedgångarna till höger.

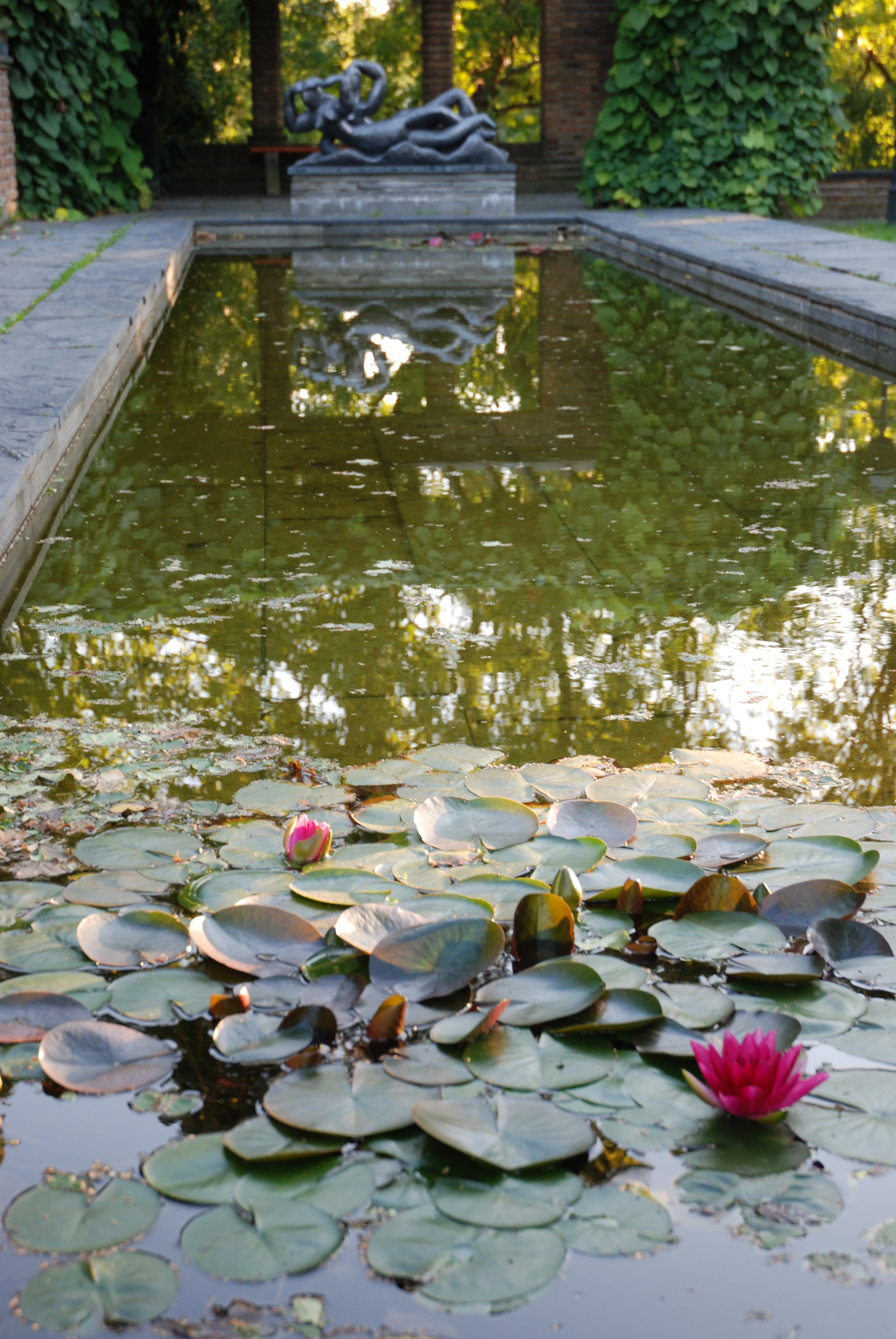
Damm, med Undinerna i bakgrunden

Konst i Marabouparken är en del av Marabouparken i Sundbyberg.
Skulpturer började resas i Marabouparken redan vid parkens tillblivelse och samlingen hade på 1970-talet vuxit till att bli en stor skulpturpark med sexton konstverk utplacerade.

## Skulpturer i parken
- Leonard Baskin: Sörjande kvinna (1971), brons
- Leonard Baskin: Den förlorade sonen (1971), brons
- Leonard Baskin: Isak (1973), brons
- Raymond Duchamp-Villon: Maggy (1912), huvud i brons
- Émile Gilioli: Klocktornet (1958), brons
- Eric Grate: Förvandlingarnas brunn (1944-55), fontän i granit
- Bror Hjorth: Margit (1946), brons
- Ivar Johnsson: Kungen rider Eriksgatan (1942-45), granit
- Ivar Johnsson: Kvinna vid havet (1932), brons
- Arvid Knöppel: Hjortdjur (1948), brons
- Henri Laurens: Undinerna (1934), bly
- Poseidon/Zeus, kopia av grekisk skulptur från 480-450 före Kristus
- Marino Marini: Den stora hästen (1951), brons
- Nils Möllerberg: Boxaren (1926), brons
- Lennart Rodhe: Stadens tecken (1970), stele i glaserat stengods
- Gustav Vigeland: Lekande björnar (1915), brons

## Bildgalleri

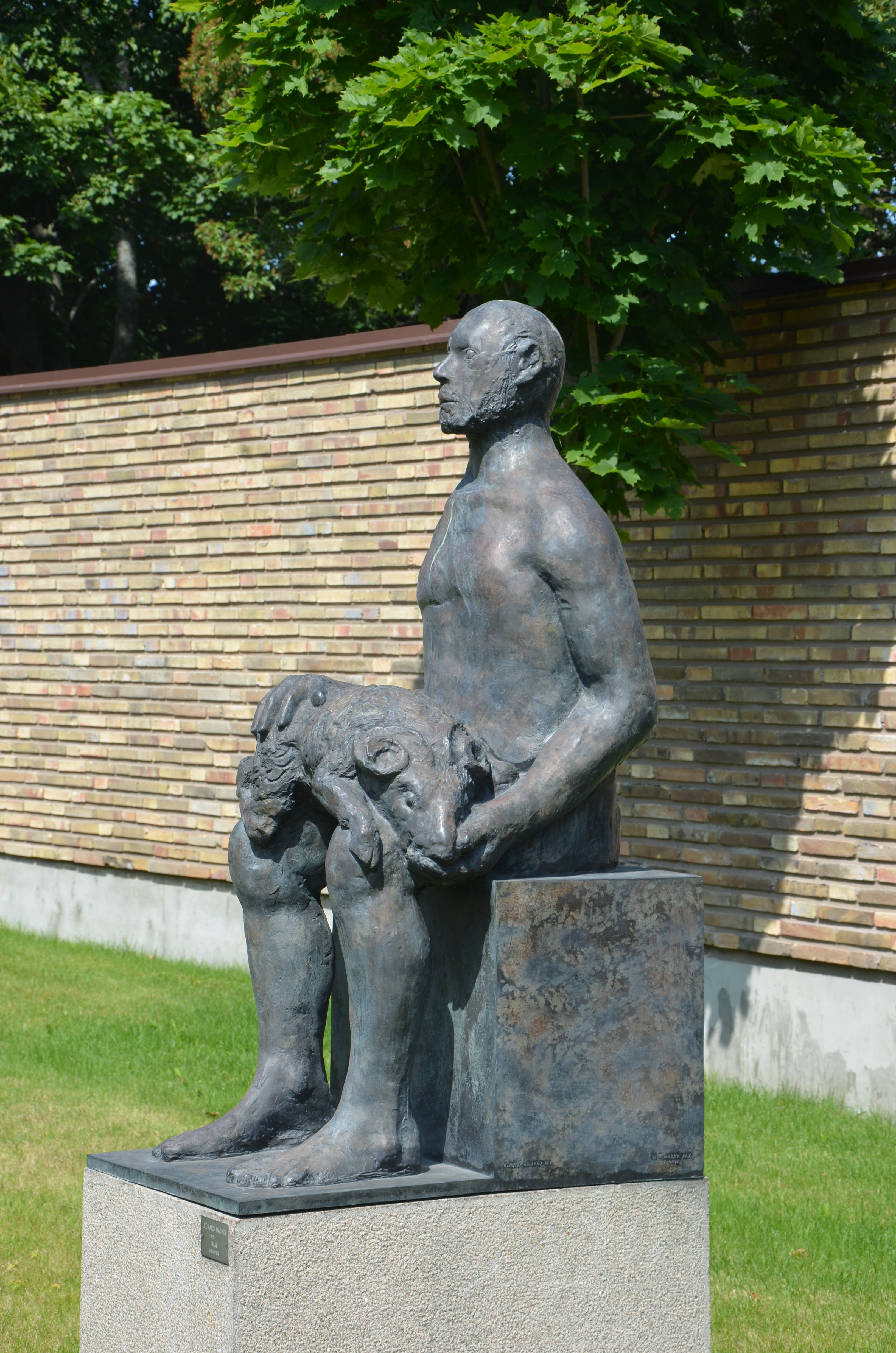
Leonard Baskins Isak
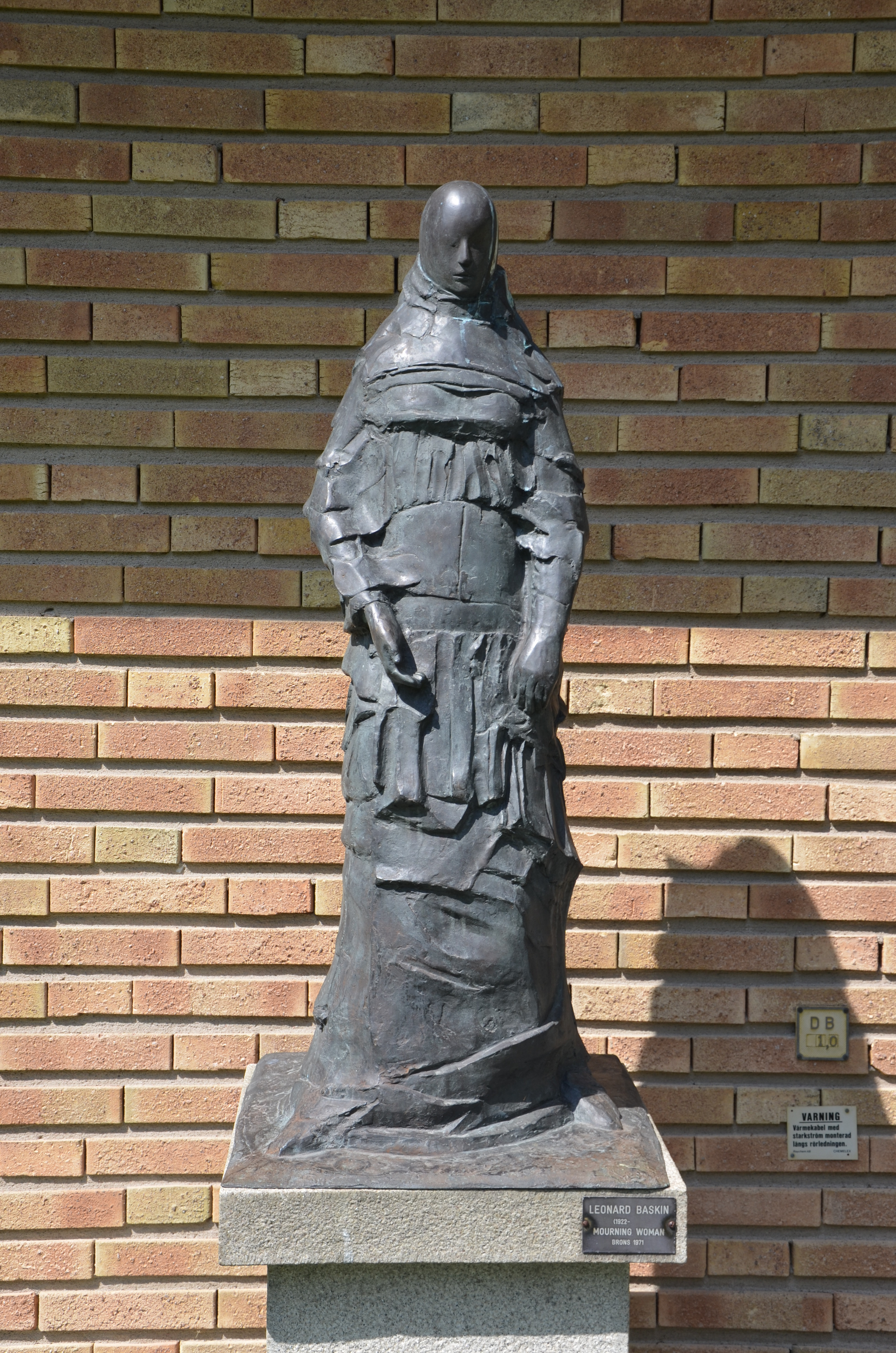
Leonard Baskins Mourning woman
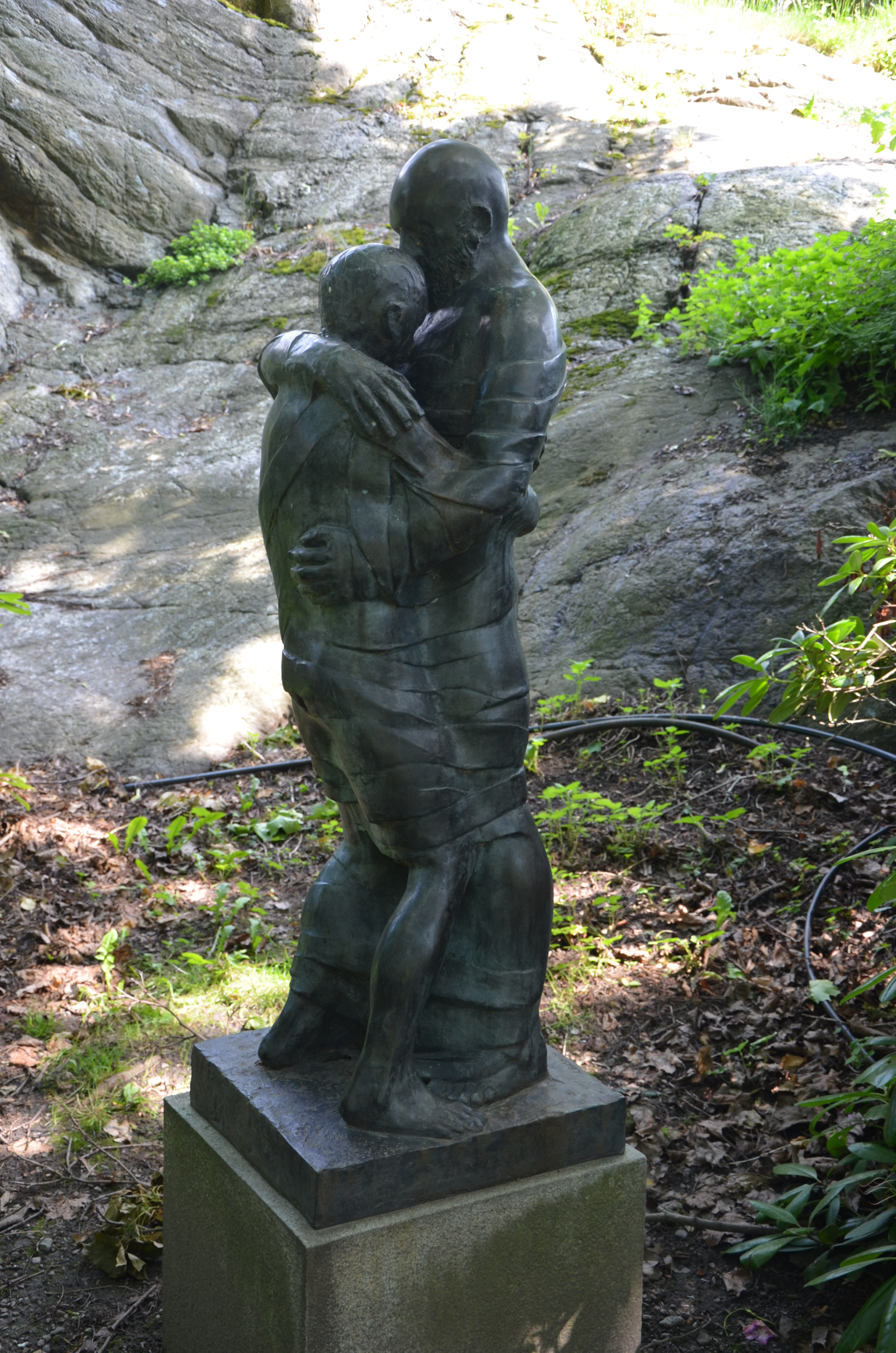
Leonard Baskins Den förlorade sonen
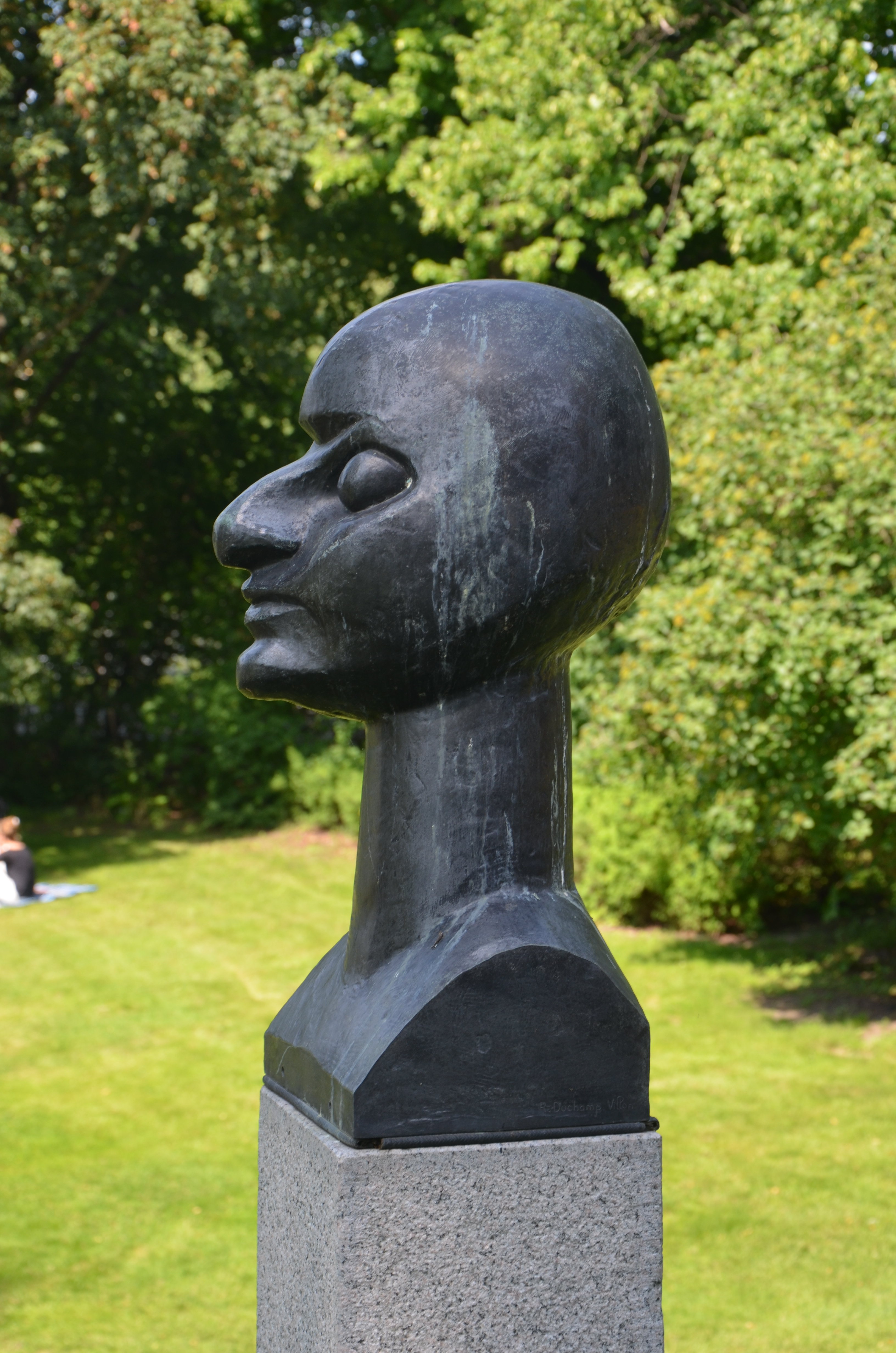
Raymond Duchamp-Villons Maggy
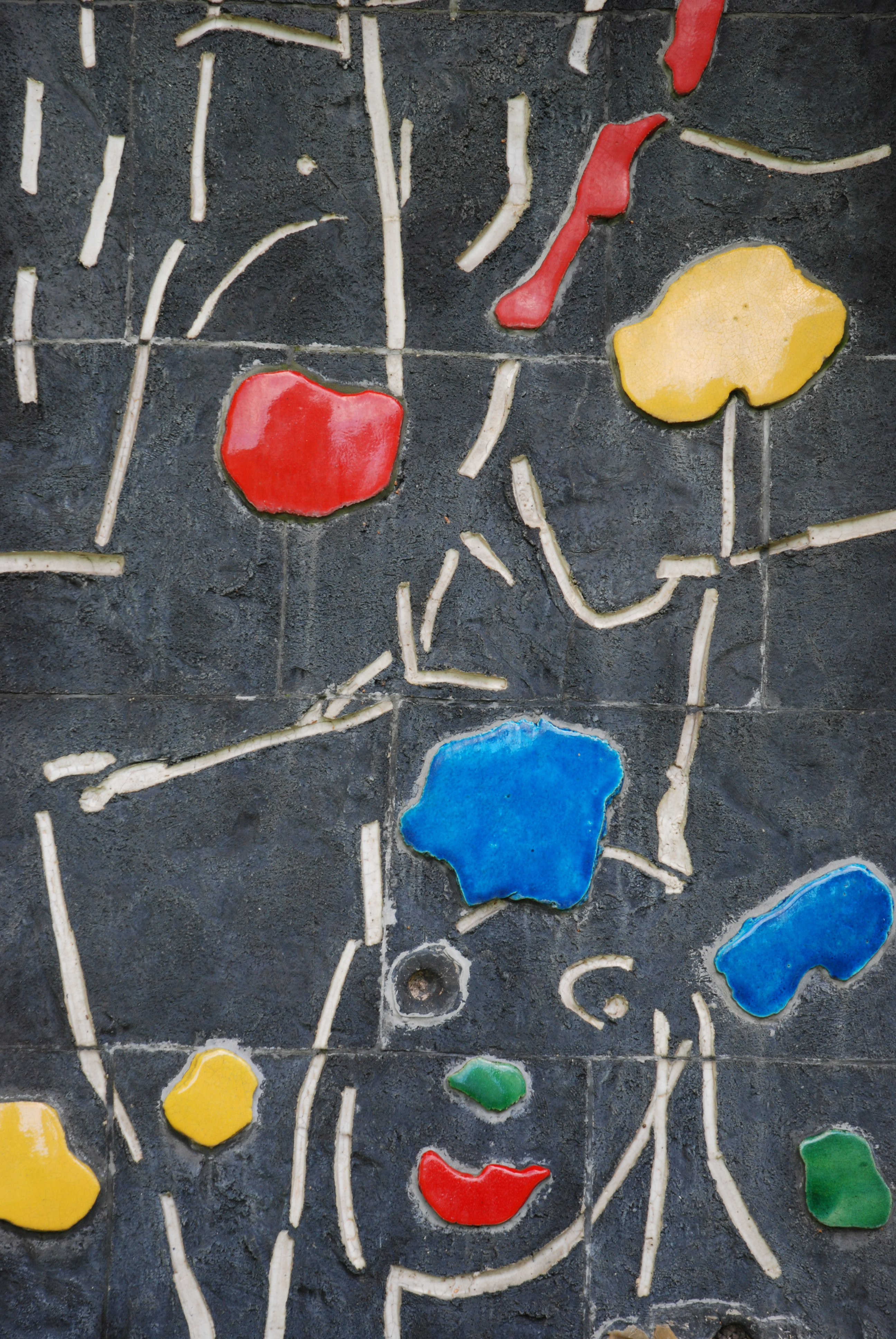
Lennart Rodhes Stadens tecken
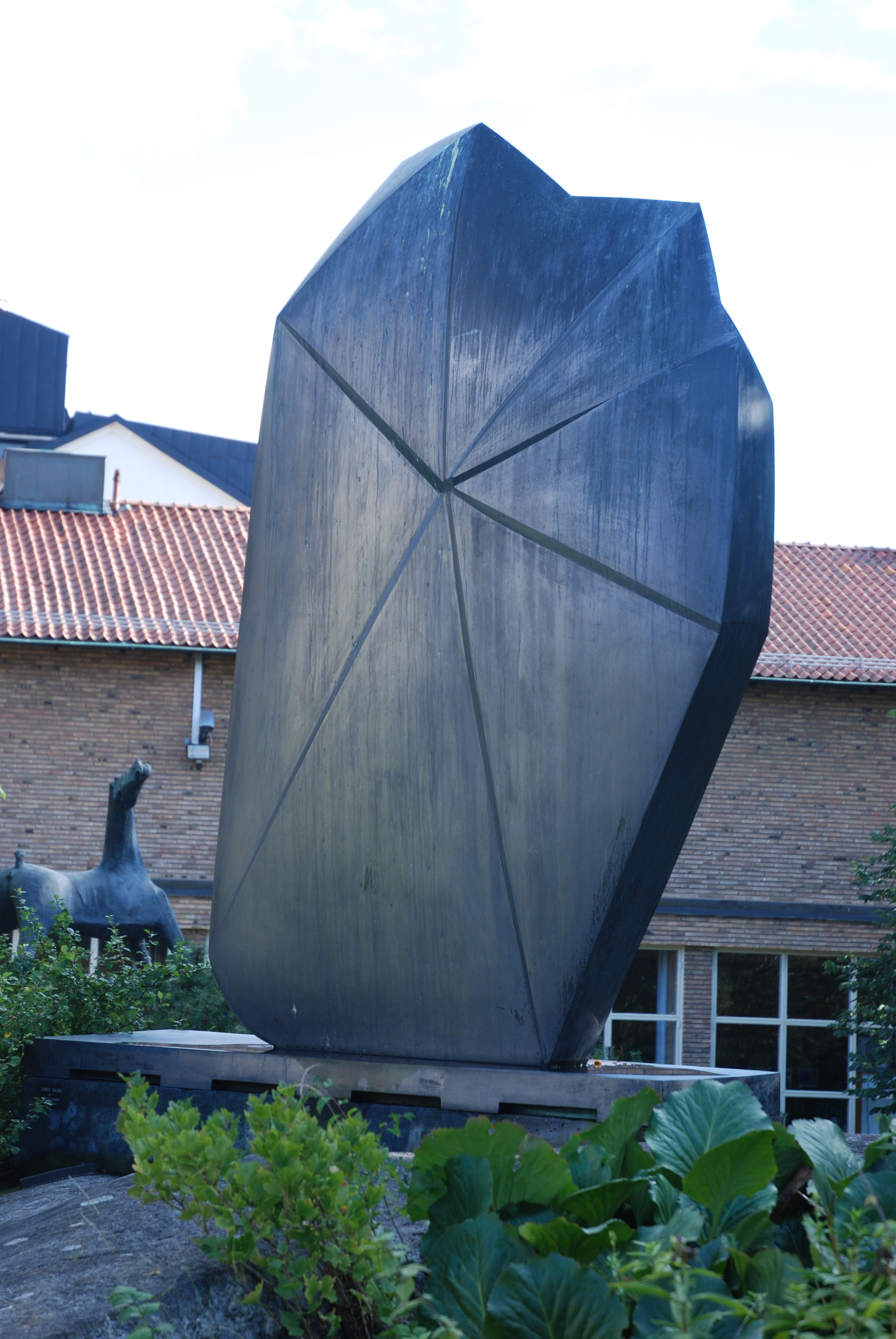
Émile Giliolis Klocktornet
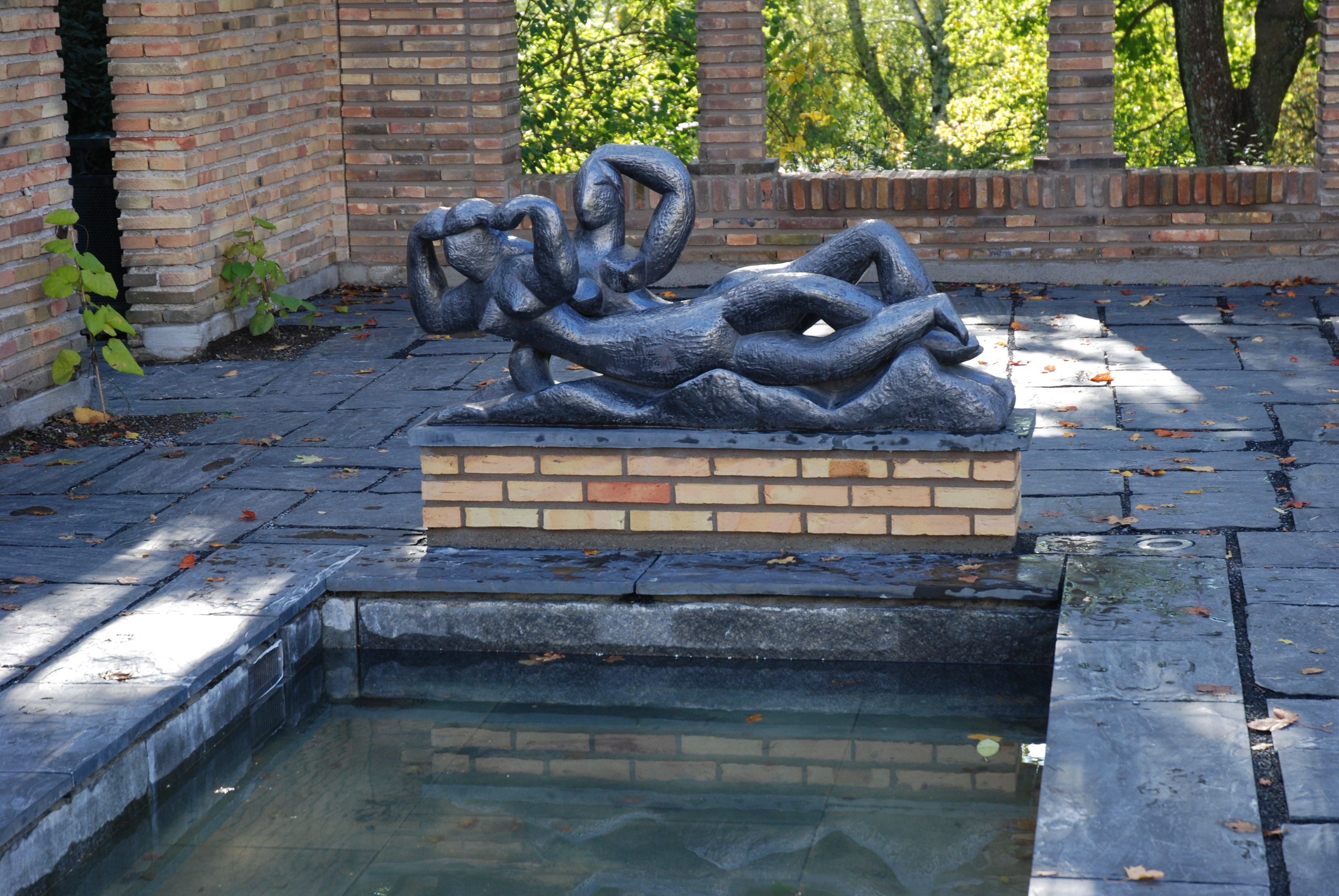
Henri Laurens Undinerna
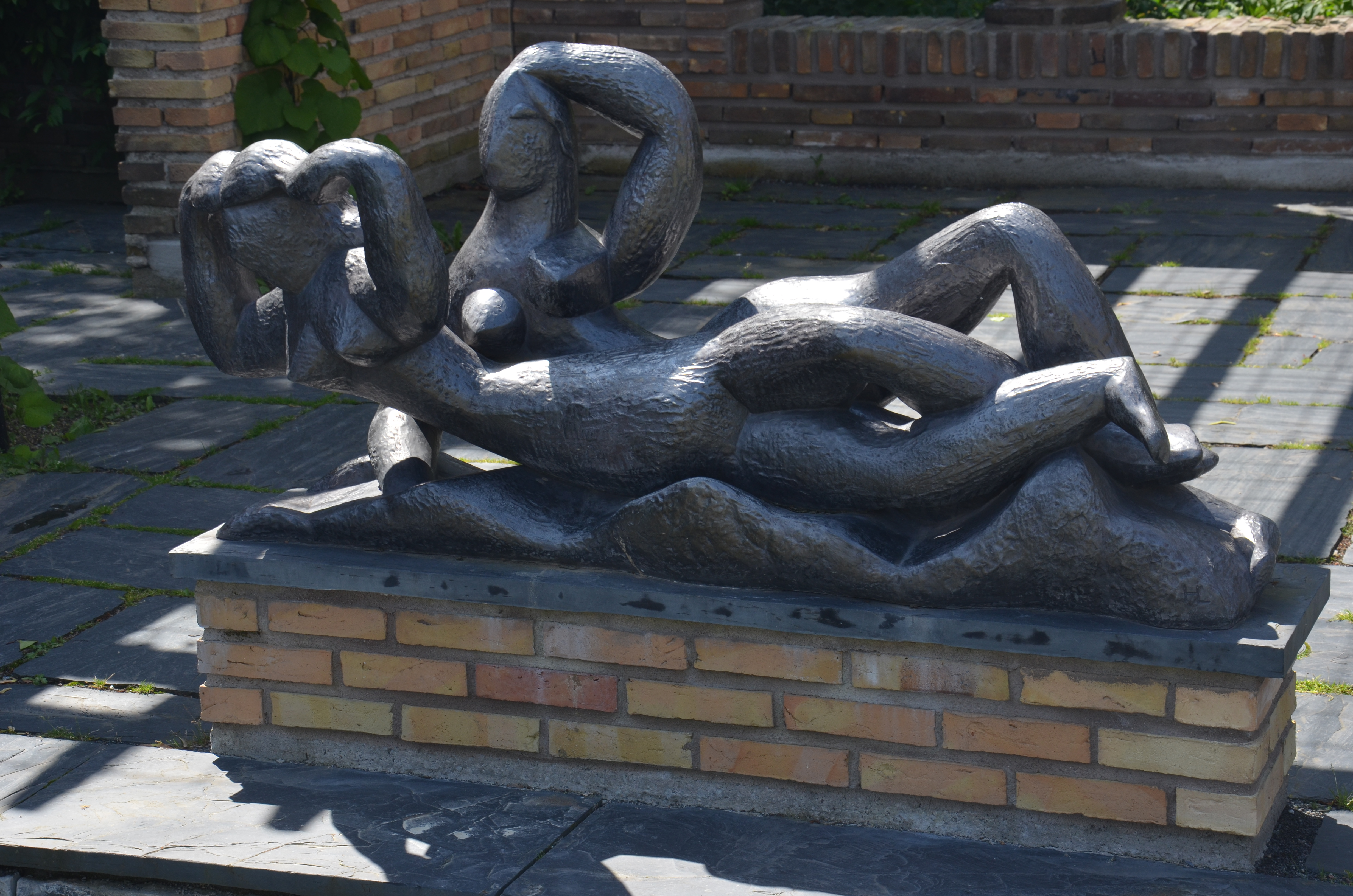
Henri Laurens Undinerna
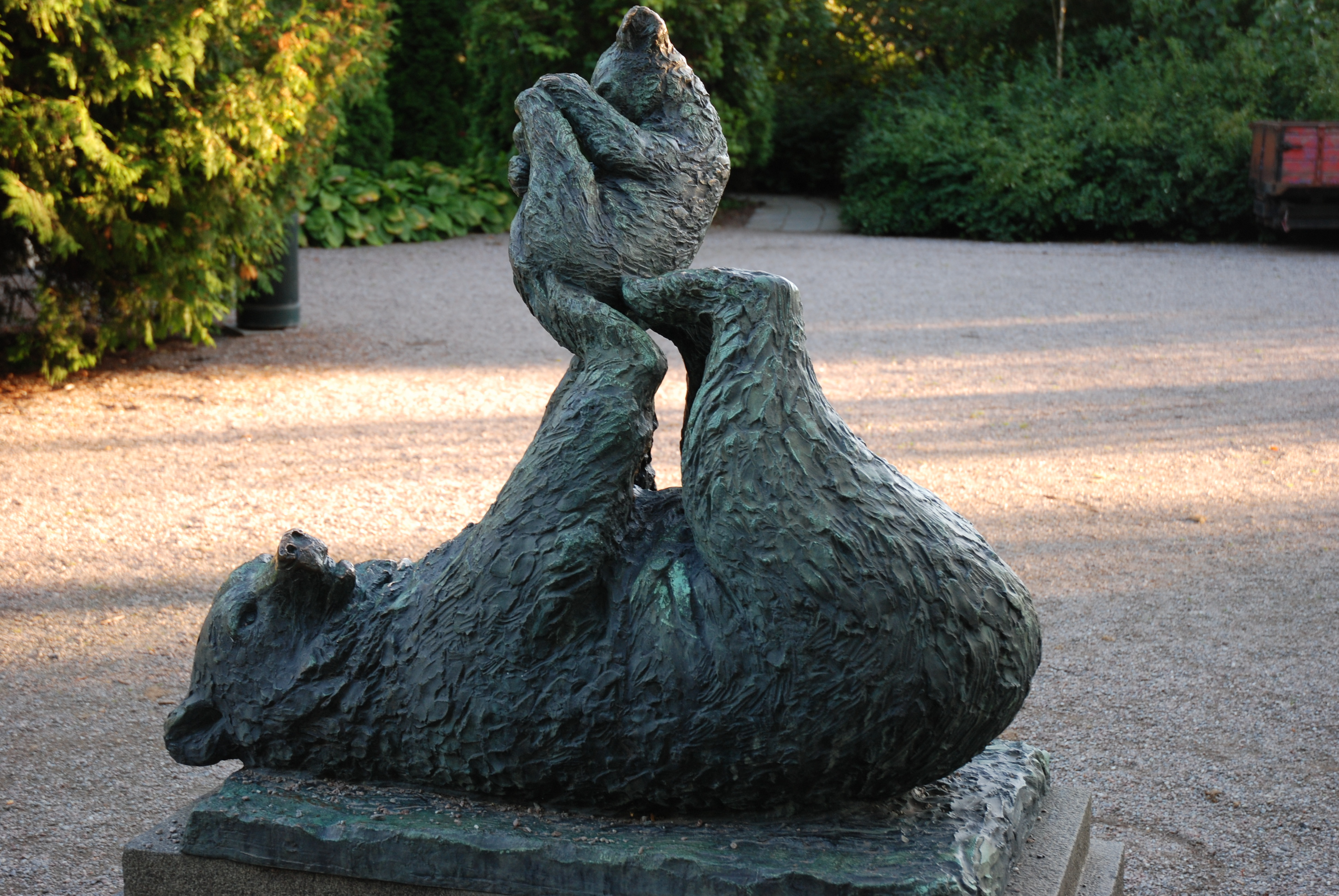
Gustav Vigelands Lekande björnar
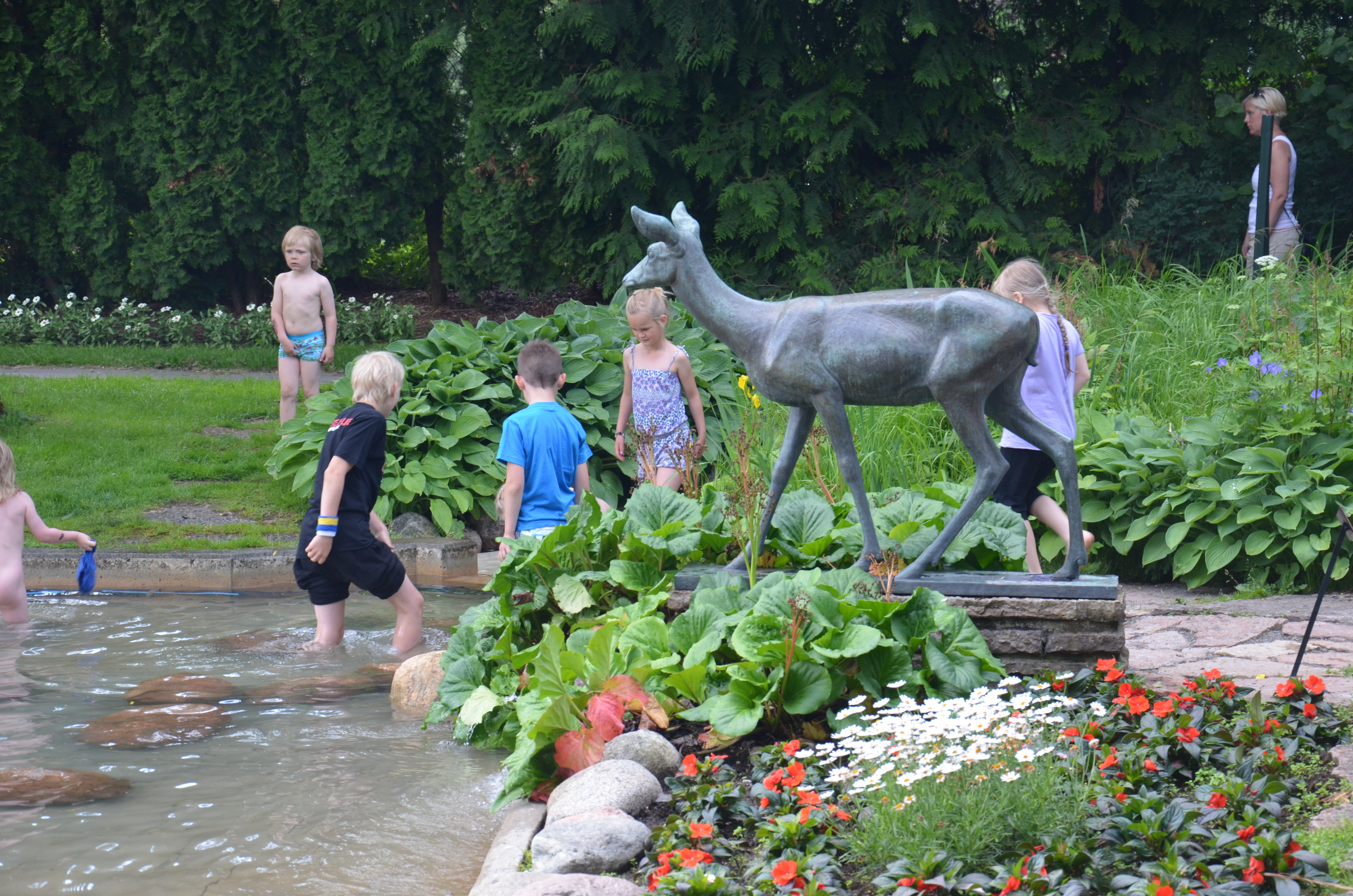
Arvid Knöppels Hjortdjur
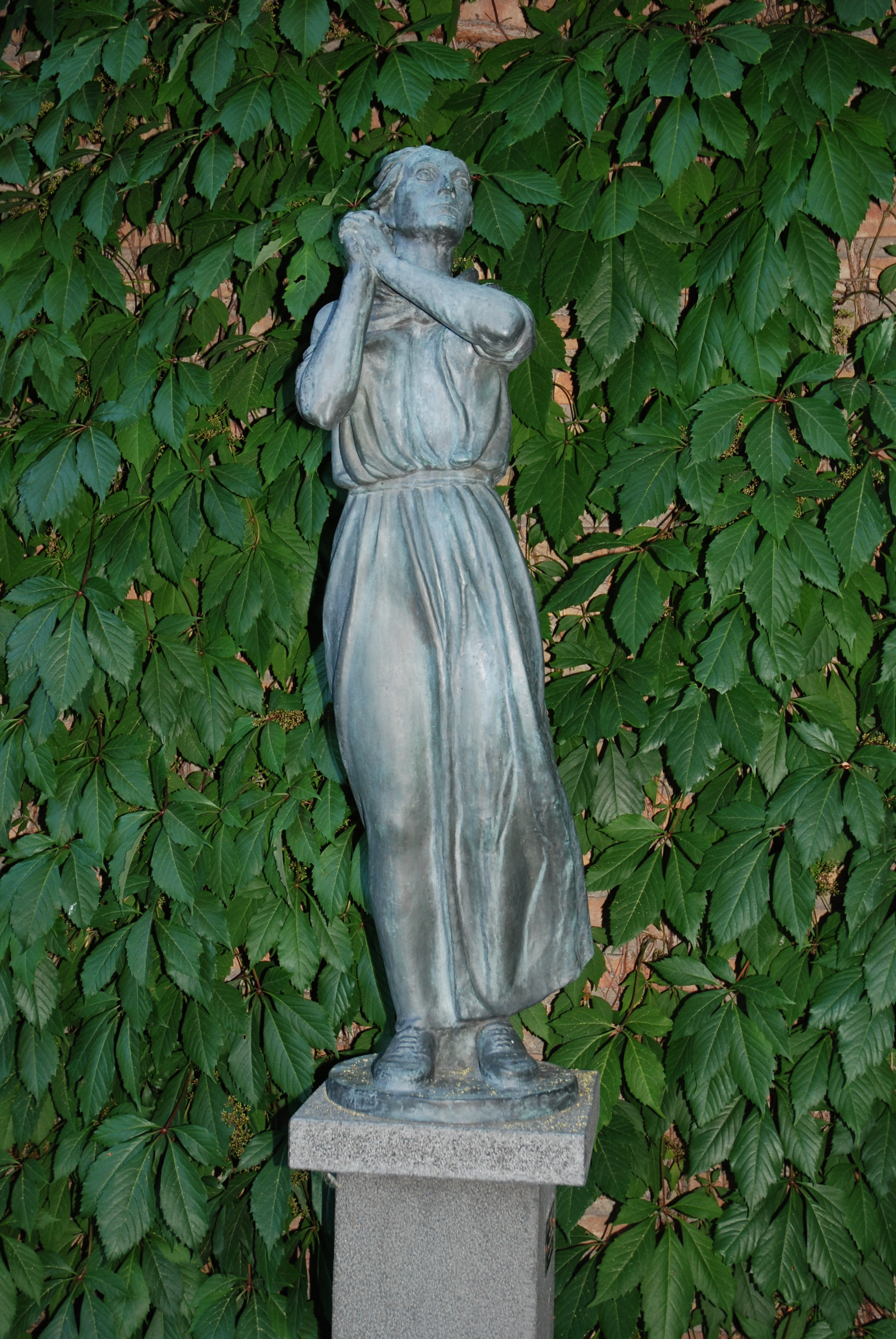
Ivar Johnsons Kvinna vid havet
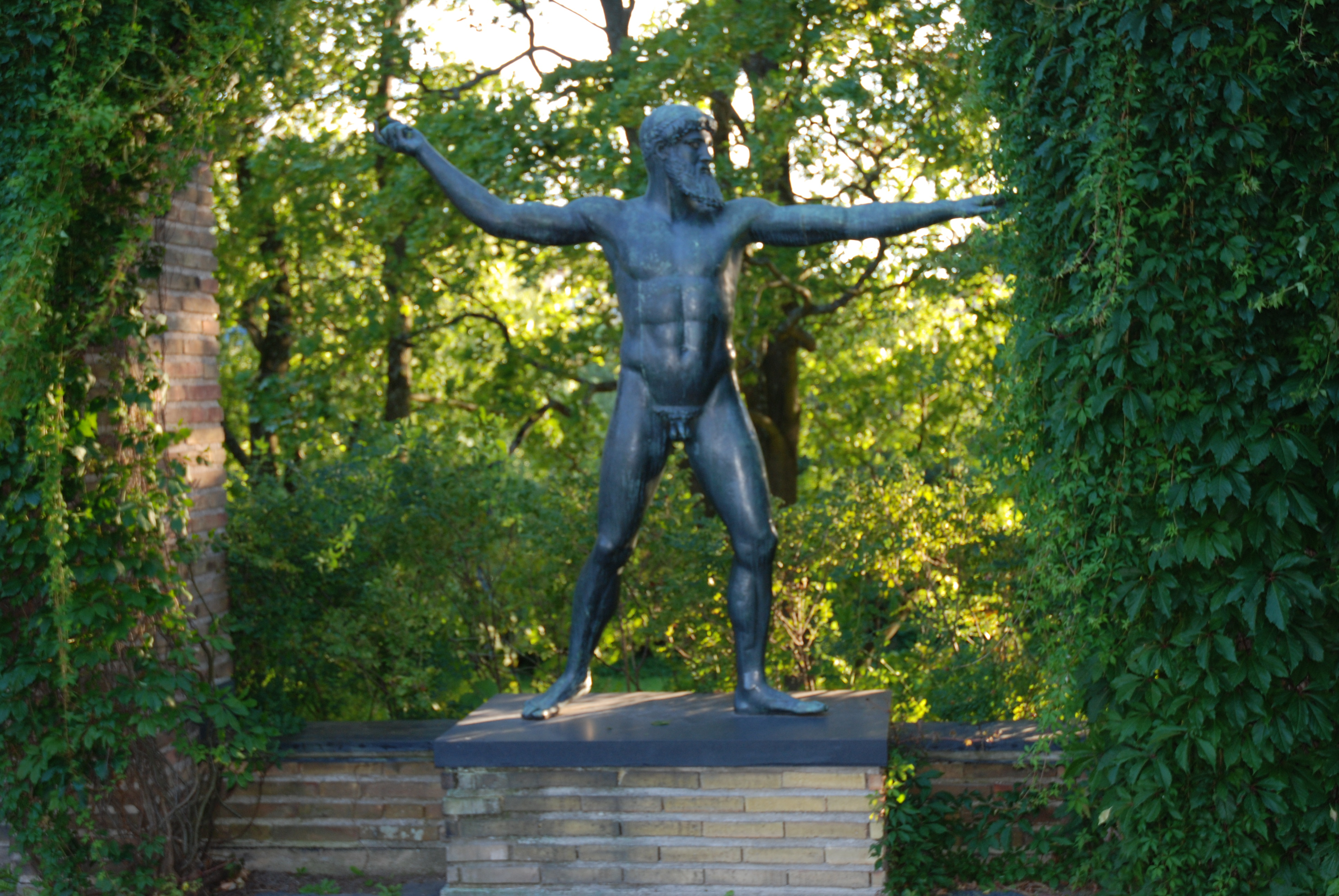
Poseidon/Zeus
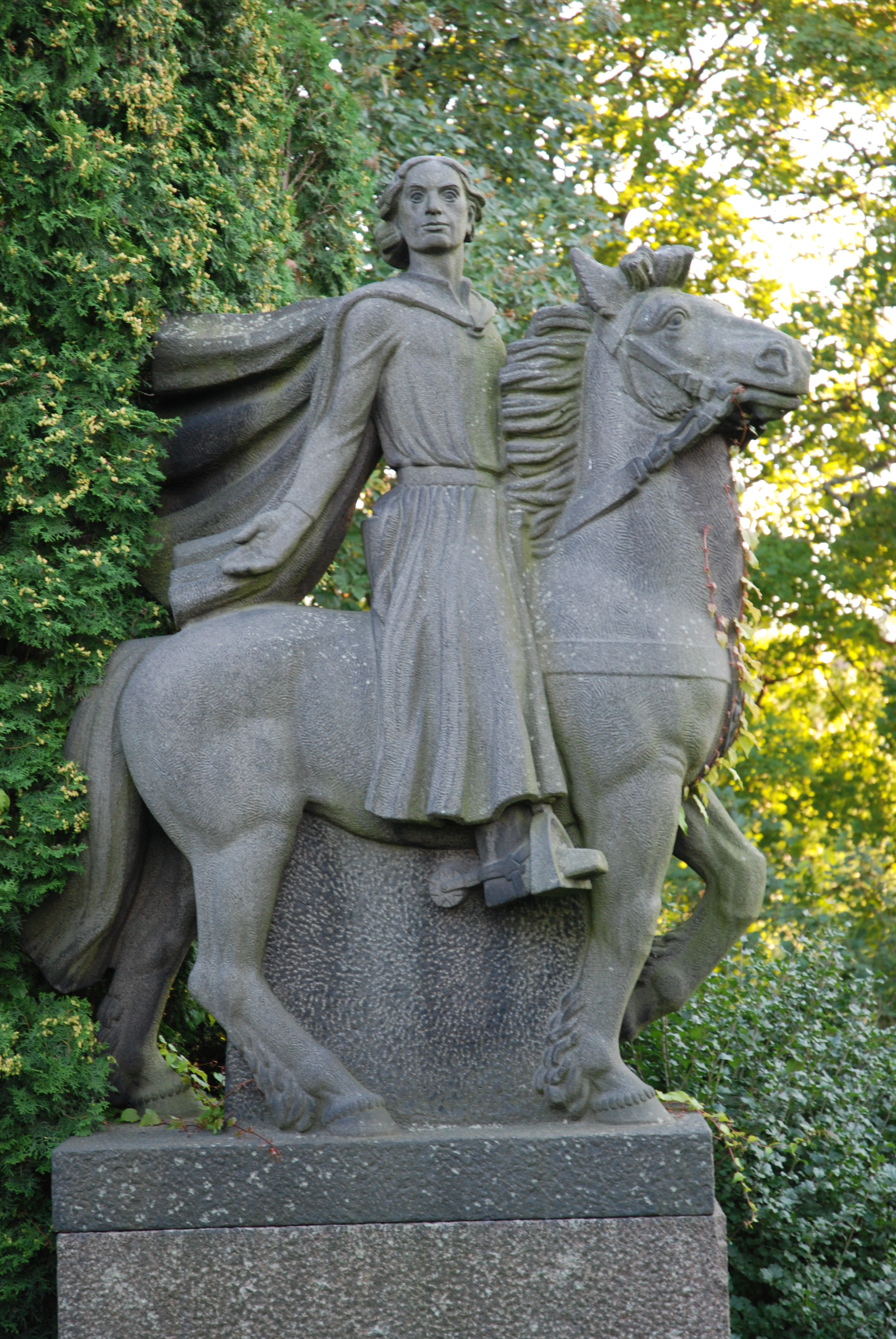
Ivar Johnsons Kungen rider Eriksgatan
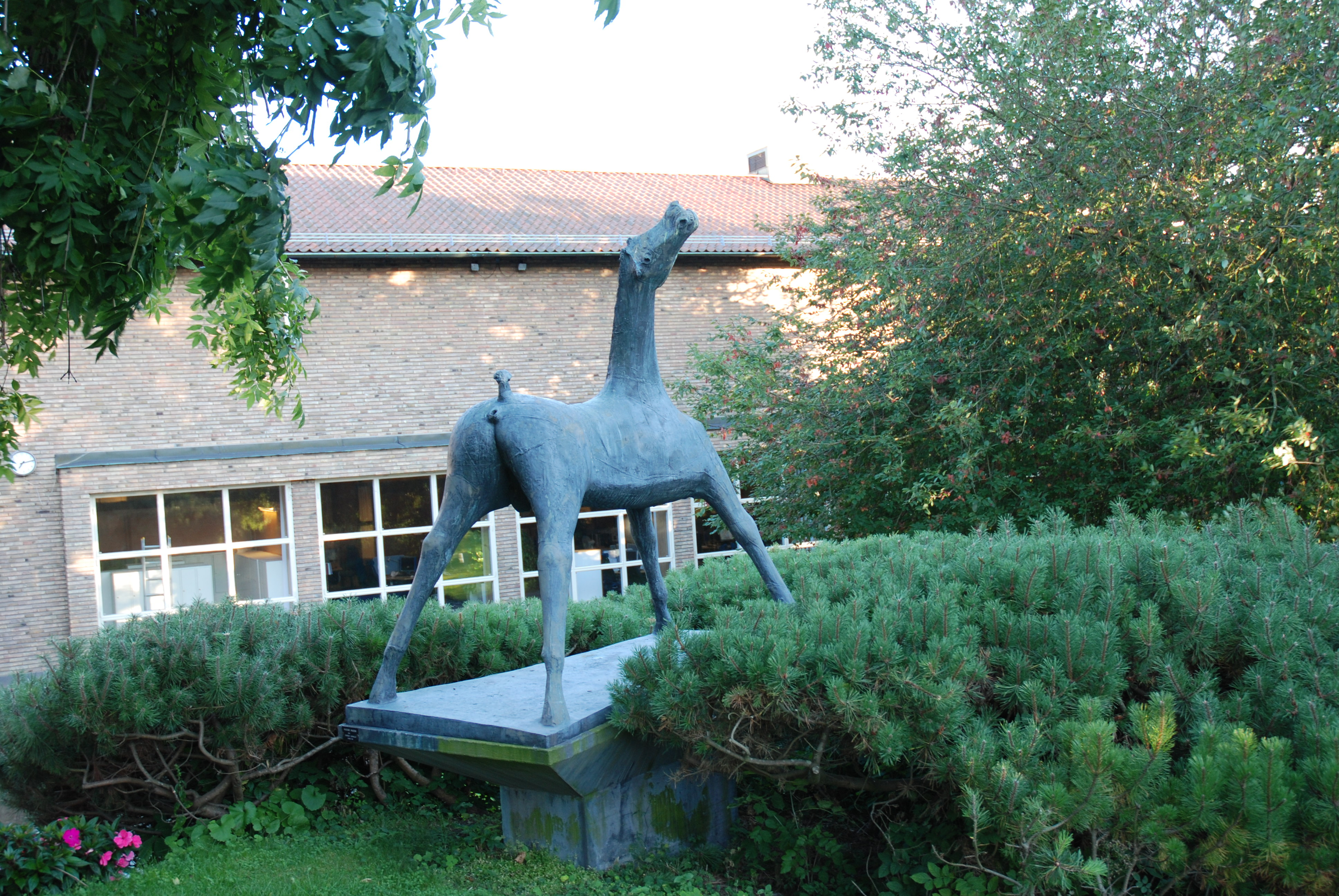
Marino Maarinis Den stora hästen
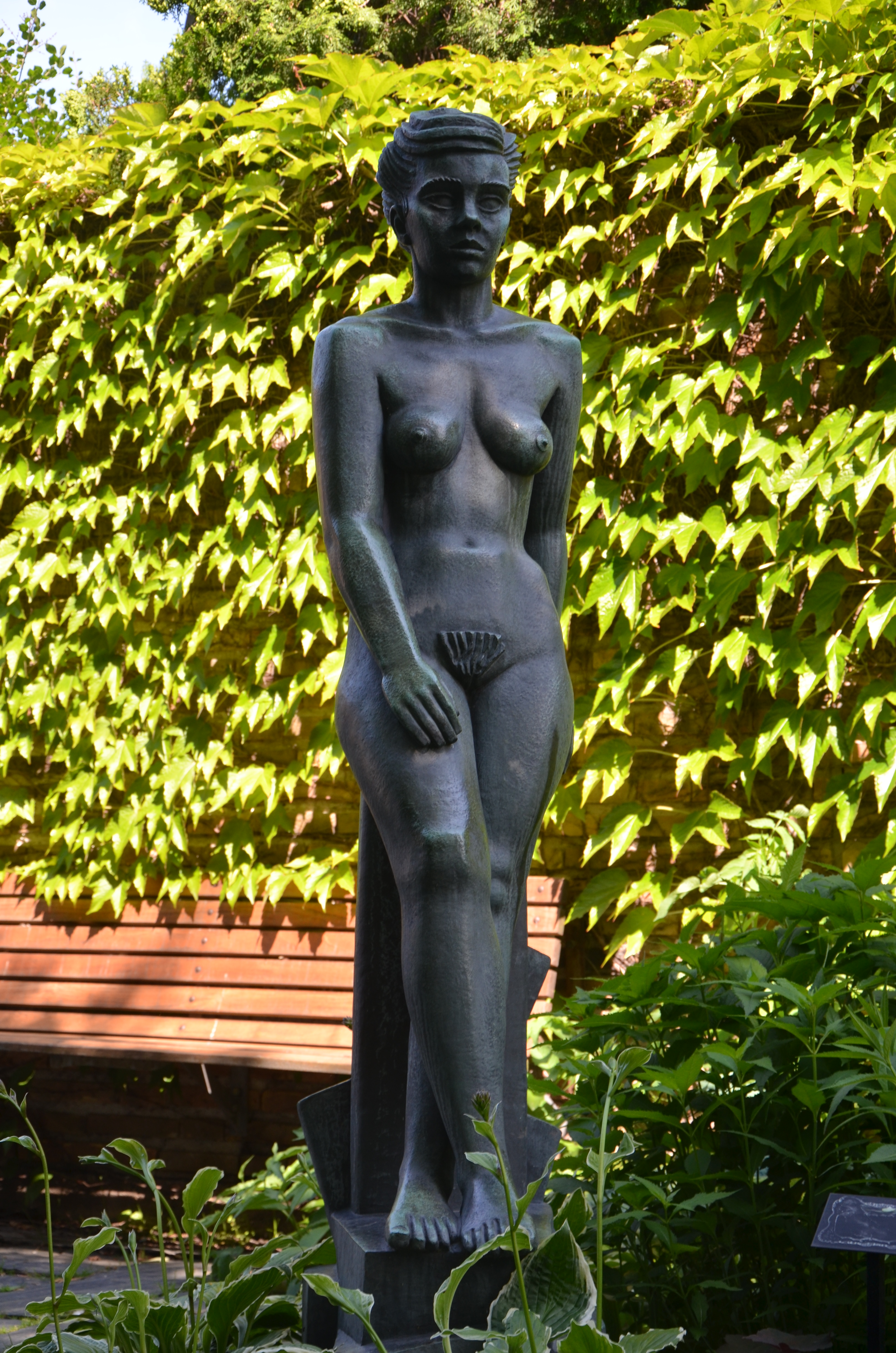
Bror Hjorths Margit
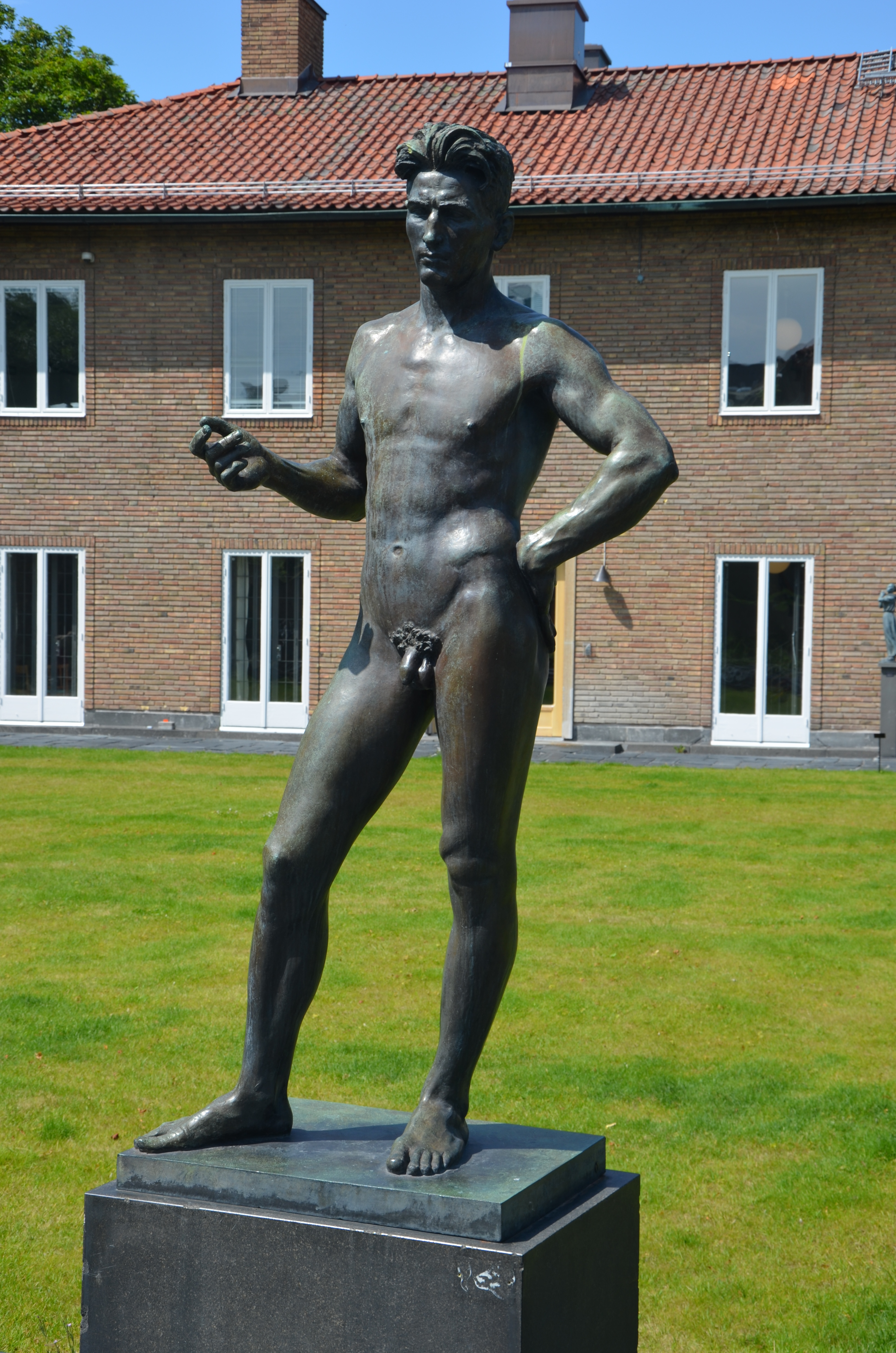
Nils Möllerbergs Boxaren
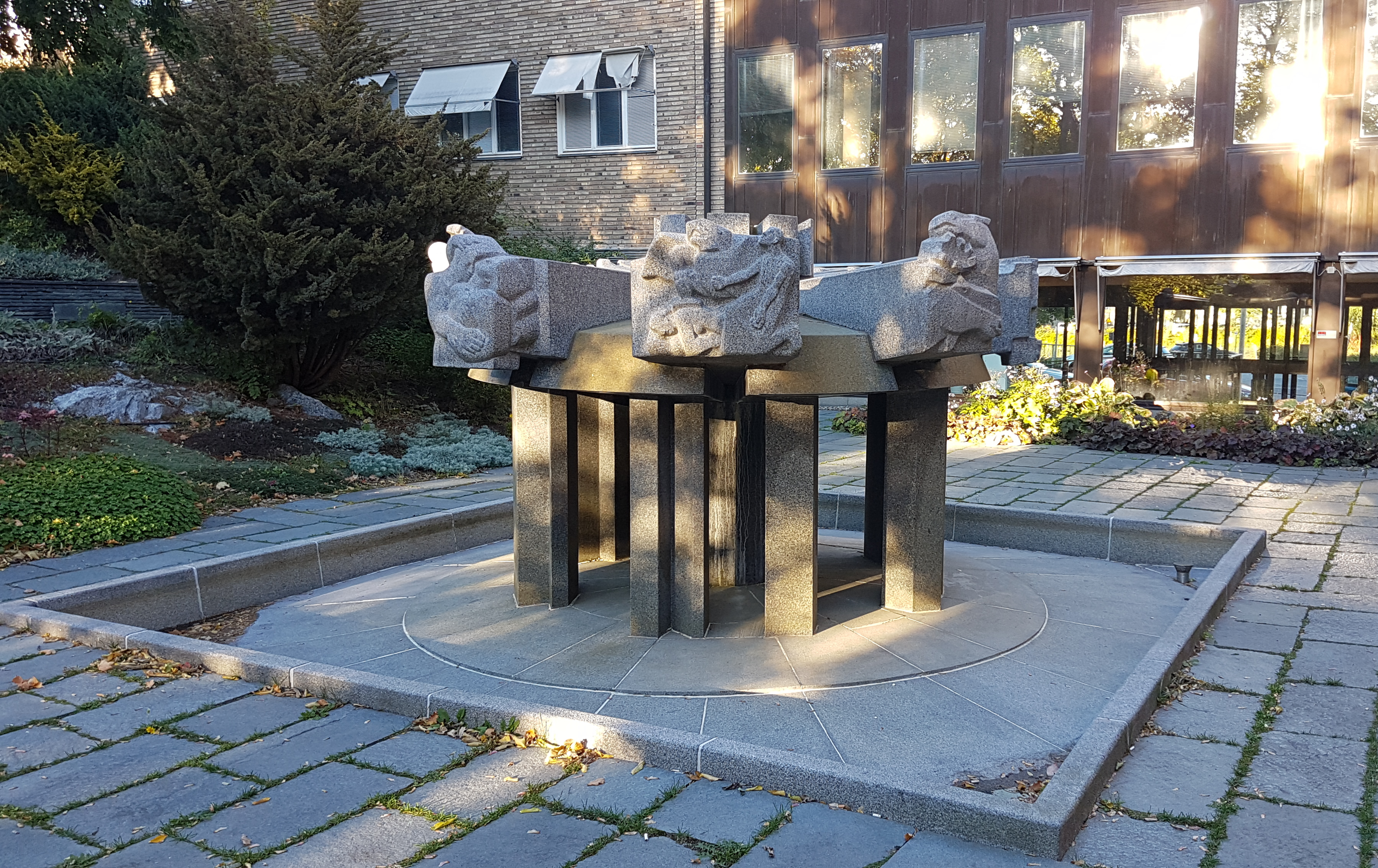
Eric Grates Förvandlingarnas brunn
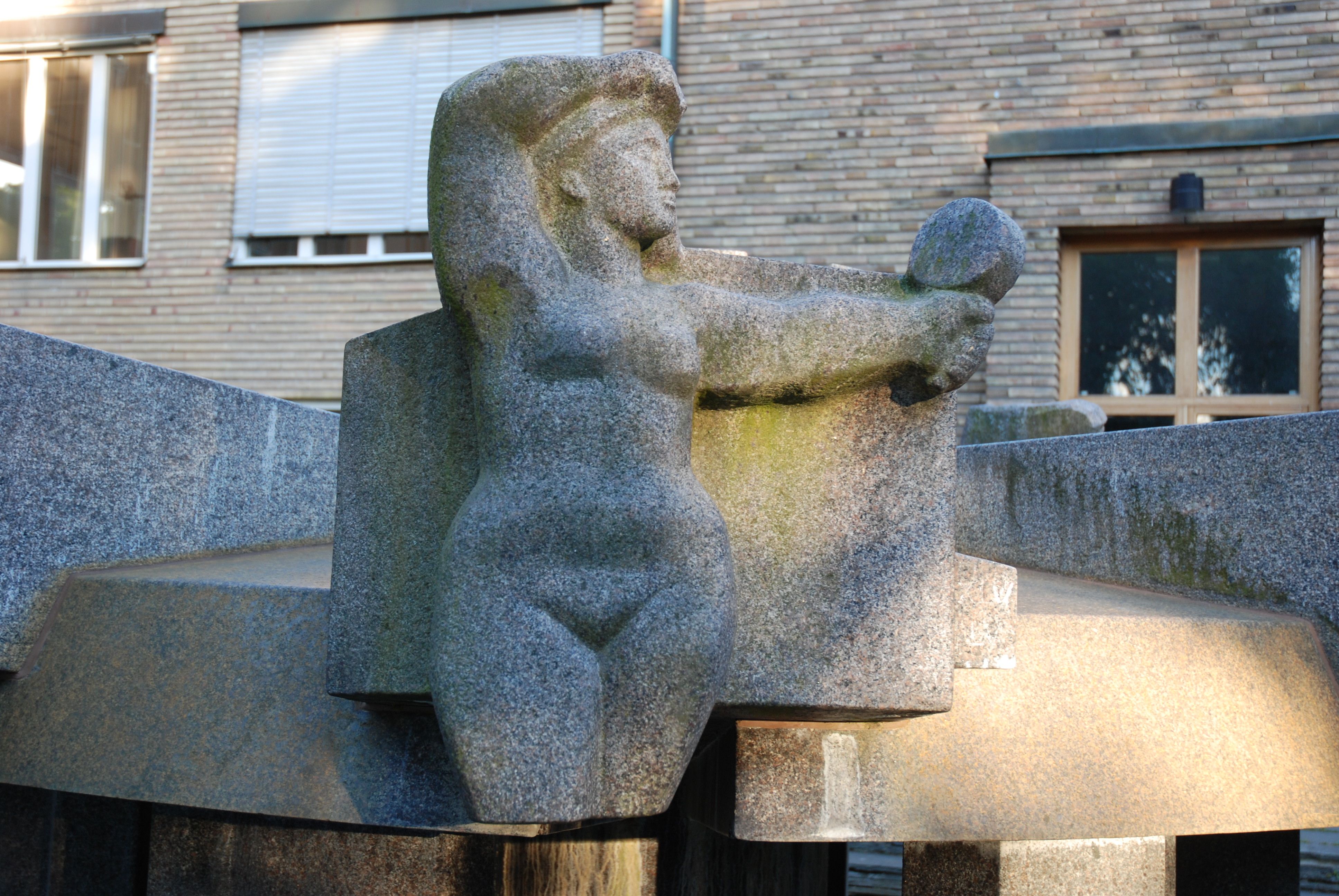
Eric Grates Förvandlingarnas brunn, detalj
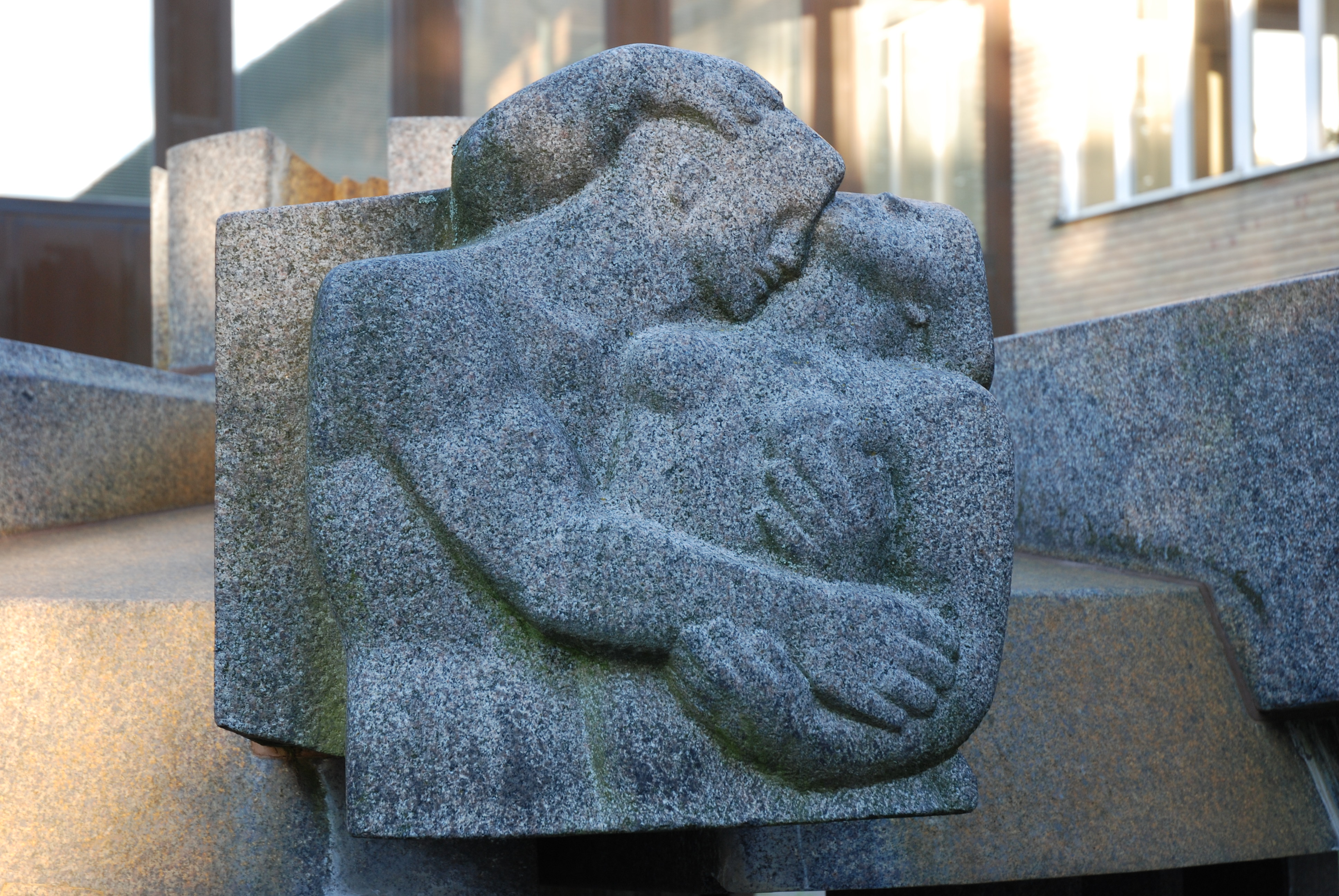
Eric Grates Förvandlingarnas brunn, detalj